# Jogos da CPLP de 2016
Os X Jogos da CPLP, ou Jogos da CPLP de 2016 foram a décima edição do referido evento multiesportivo para jovens atletas dos países falantes de português. O evento ocorreu entre 17 e 24 de Julho de 2016 e teve como sede a Ilha do Sal, em Cabo Verde. Esta foi a segunda edição a ocorrer em Cabo Verde, a outra, ocorreu na Cidade da Praia, no ano de 2002.
Um total de 7 países enviaram representantes para os jogos. A Guiné-Bissau não enviou qualquer delegação por motivos financeiros, assim como a Guiné-Equatorial, que apesar de ser membro recente da CPLP também não enviou qualquer atleta. Um total de 531 atletas participaram do evento.

## Modalidades
- Andebol Feminino (Sub-17);[1]
- Atletismo Masculino / Feminino (Sub-16);[1]
- Desporto para pessoas com deficiência Masculino / Feminino (Sub-20);[1]
- Basquetebol Masculino (Sub-16);[1]
- Futebol Masculino (Sub-16);[1]
- Voleibol de Praia Masculino / Feminino  (Sub-17);[1]
- Taekwondo Masculino / Feminino (Sub-17);[1]
- Natação  Masculino / Feminino (Sub-17);[1]

## Participantes
- Angola
- Brasil
- Cabo Verde
- Moçambique
- Portugal
- São Tomé e Príncipe
- Timor-Leste

## Quadro de Medalhas
Portugal liderou o quadro de medalhas, com Cabo Verde a ficar no quarto lugar e Moçambique a conquistar o maior número de medalhas.
     País sede destacado.
| Ordem | País                    | Medalha de ouro | Medalha de prata | Medalha de bronze |    |
| ----- | ----------------------- | --------------- | ---------------- | ----------------- | -- |
| 1     | POR Portugal            | 20              | 6                |                   | 26 |
| 2     | MOZ Moçambique          | 13              | 13               | 8                 | 34 |
| 3     | ANG Angola              | 3               | 7                | 16                | 26 |
| 4     | CPV Cabo Verde          | 3               | 2                | 6                 | 11 |
| 5     | STP São Tomé e Príncipe |                 | 5                | 2                 | 7  |
| 6     | BRA Brasil              |                 | 1                | 1                 | 2  |
| 7     | GBS Guiné-Bissau        |                 |                  |                   | 0  |
|       | GEQ Guiné Equatorial    |                 |                  |                   | 0  |
|       | TLS Timor-Leste         |                 |                  |                   | 0  |